# Juan Andrés Coloma
Juan Andrés Coloma (Elda, 5 de setembre de 1621 - ibídem 13 de setembre de 1694) fou el quart comte d'Elda.
Fill de Joan Coloma, III comte d'Elda, va heretar el títol en 1638, quan ja estava casat amb Isabel Francisca Pujades i Borja, filla del comte d'Anna, herència que ella va adquirir el mateix any que Juan Andrés el comtat d'Elda. La unió de tots dos territoris va garantir al IV comte d'Elda una situació preeminent entre la noblesa. Administrador de la herència de la seva esposa, també ho va fer del de la seva mare a Castella en 1639 i dels del comtats de Lodosa per herència entre 1643 i 1675. No obstant això la situació no li va estalviar mantenir plets successoris en diferents casos sobre la baronia d'Anna, els drets dels béns de Catalina Cardona, que va ser esposa del segon senyor d'Elda, i els conflictes amb altres nobles.
També va haver d'afrontar dos litigis importants entre 1673 i 1684. Primer entre la pròpia vila d'Elda i el Comtat per haver tractat d'obligar els vassalls d'aquella a declarar en el palau del comte els seus béns per fixar els censos a satisfer, negant aquests la seva condició de vassallatge directe. I després amb els posseïdors de béns immobles anteriors a l'expulsió dels moriscos que no es consideraven subjectes a tributació. Tots dos es van saldar amb un acord general signat entre les parts en 1684 pel qual els veïns s'obligaven a construir un pantà per a reg en la conca del Vinalopó, i que més tard seria el denominat pantà d'Elda.
Malgrat haver heretat un territori sanejat i haver acumulat propietats suficients per trobar-se en una sòlida posició econòmica, bé fora pels plets, bé per la mala administració dels béns, es va veure obligat a demanar avançaments sobre els censos i a alienar part del patrimoni, sense que li compensés que, com als seus antecessors, Felip IV el nomenés alcaid del castell d'Alacant.
Del seu matrimoni va tenir vuit fills, dels quals van destacar més tard Antonio Fernando, comte d'Anna; Francisco Coloma, qui va heretar el títol del comtat d'Elda; i Joseph Coloma.